# Nipumfusiviridae
Nipumfusiviridae ist eine Familie von Archaeenviren aus verschiedenen Habitaten aus der Metagenomik, deren Wirt nach Vorhersage zur Archaeen-Familie Nitrosopumilaceae gehören und deren Viruspartikel als spindelförmig angenommen werden.

## Beschreibung
Die Familie Nipumfusiviridae umfasst das Nitrosopumilaceae-Virus NYM1 und seine Verwandten, die mit ihm in charakteristischen Sequenzmerkmalen ähneln, darunter in ihrem Genom eine durchschnittliche Aminosäureidentität (AAI) von mindestens 30 % aufweisen, sowie ein Minimum an homologen Proteinen haben, darunter eine ATPase und das Haptkapsidproein (MCP). Die Mitglieder der Familie wurden bisher (Stand Anfang März 2025) alle per Metagenomik identifiziert. Die vorhergesagte Morphologie der Virionen ist aufgrund dieser gemeinsamen Merkmale spindelförmig.
Der erste identifizierte Vertreter der Familie ist das Nitrosopumilaceae-Virus NYM1 (Spezies Yangshanfusivirus mimetica), dessen Genomsequenz im Hafen Yangshan im Chinesischen Meer identifiziert wurde (Ni et al., 2024).
Dazu kamen ein Sequenzhomologievergleich mit Genomen von Nitrosopumilaceae-Archaeen und eine Strukturanalyse des Hauptkapsidproteins (MCP) mit bekannten spindelförmigen Archaeen-Viren (Han et al., 2022; Wang et al., 2022). Dabei wurden zusätzlich etwa 10 nahe verwandte Viren identifiziert.
Das Nitrosopumilaceae-Virus NYM1 infiziert nach Vorhersage Wirte der Archaeenfamilie um die Gattung Nitrosopumilus (Roux et al., 2023), worauf mit seiner Namensgebung hingewiesen wird. Zusätzlich zeigt Nitrosopumilaceae-Virus NYM1 eine hohe Übereinstimmung von seinem ORF 15 (Offener Leserahmen 15) mit dem Methyltransferase-Gen von Candidatus Nitrosarchaeum limnium SFB1.

## Systematik
Systematik der Familie (Stand Anfang April 2025):
Familie Nipumfusiviridae (NYM1-ähnliche Viren, Nitrosopumilaceae spindle-shaped viruses)
- Gattung Baiafusivirus
  - Spezies Baiafusivirus chesapeakense
    - Nitrosopumilaceae spindle-shaped virus NBC1 (BK067786)

– Fundort: Küstengewässer der Chesapeake Bay
  - Spezies Baiafusivirus delawarense
    - Nitrosopumilaceae spindle-shaped virus NBD1 (BK067787)

– Fundort: Küstengewässer der Delaware Bay

- Gattung Marefusivirus
  - Spezies Marefusivirus columbiaense
    - Nitrosopumilaceae spindle-shaped virus NMC1 (BK067789)

– Fundort: Ästuar des Columbia River
  - Spezies Marefusivirus helgoense
    - Nitrosopumilaceae spindle-shaped virus NMH1 (BK067784)

Fundort: Pelagische Gewässer (Pelagial) um Helgoland
  - Spezies Marefusivirus jervisense
    - Nitrosopumilaceae spindle-shaped virus NMJ1 (BK067785)

– Fundort: Jervis Inlet[7][8]
  - Spezies Marefusivirus montereyense
    - Nitrosopumilaceae spindle-shaped virus NMM1 (BK067790)

– Fundort: Meerwasser der Monterey Bay
  - Spezies Marefusivirus pacificense
    - Nitrosopumilaceae spindle-shaped virus NMP1 (BK067782)

– Fundort: Meerwasser des Pazifik

- Gattung Terrafusivirus
  - Spezies Terrafusivirus michiganense
    - Nitrosopumilaceae spindle-shaped virus NTM1 (BK067788)

– Fundort: Rhizosphäre, Michigan
  - Spezies Terrafusivirus tennesseense
    - Nitrosopumilaceae spindle-shaped virus NTT1 (BK067791)

– Fundort: Rhizosphäre, Tennessee

- Gattung Yangshanfusivirus
  - Spezies Yangshanfusivirus mimetica
    - Nitrosopumilaceae spindle-shaped virus NYM1 alias NYMAG-47 (BK067792)

– Fundort: Hafen Yangshan

## Etymologie
Die Bezeichnung der Familie Nipumfusiviridae setzt sich zusammen aus den Silben ‚Ni‘ und ‚pum‘, die auf Sequenzmerkmale dieser Viren hinweisen, die der Archaeen-Familie Nitrosopumilaceae ähneln – weshalb die Archaeen dieser Familie als die Wirte der Nipumfusiviridae gelten.
Der Mittelteil ‚fusi‘ kommt vom lateinischen Wort für Spindeln (Plural von fusus ‚Spindel‘) und verweist auf den vermuteten Morphotyp der Viruspartikel dieser Familie.
Der Suffix ‚viridae‘ kennzeichnet schließlich Virusfamilien.
Die vier Gattungen wurden nach ihren ursprünglichen Entnahme-Habitaten benannt: Yangshanfusivirus nach Yangshan, Terrafusivirus nach italienisch/lateinisch terra ‚Land‘, Marefusivirus nach italienisch/lateinisch mare ‚Meer‘, sowie Baiafusivirus nach italienisch/lateinisch baia ‚Bucht‘.
Die Art-Epitheta sind neulateinisch und verweisen auf die jeweiligen Orte der Probenahmen: pacificense bedeutet „vom Pazifik“ oder „zum Pazifik gehörig“, analog bezieht sich tennesseense auf (die Rhizosphäre von) Tennessee, helgoense auf die pelagischen Gewässer von Helgoland, jervisense auf Jervis Inlet (ein Fjord an der Küste der Provinz British Columbia, Kanada), delawarense auf die Küstengewässer der Delaware Bay, chesapeakense auf die Küstengewässer der Chesapeake Bay; michiganense auf (die Rhizosphäre von) Michigan, columbiaense auf das Mündungsgebiet des Columbia River, montereyense die Küstengewässer der Monterey Bay; mimetica ist feminin für italienisch Monterey Bay ‚Tarnung‘.